# James Frothingham Hunnewell
 James Frothingham Hunnewell  est un marchand, antiquaire et philanthrope américain. Il est né le 3 juillet 1832 à Charlestown, Massachusetts, et mort le 11 novembre 1910. Il est le fils d’un capitaine marchand qui fait des affaires internationales notamment avec Hawaii et pour qui il travaille de 1849 à 1866.
Son héritage lui permet de se concentrer sur ses activités philanthropiques, d’antiquaire et les voyages. Il constitue une grande collection de livres au cours de sa vie et contribue à de nombreuses sociétés savantes dont la Massachusetts Historical Society.

## Publications (sélection)
- Bibliography of the Hawaiian Islands. Printed for James F. Hunnewell, Boston, 1869, 75 p. Lire en ligne.
- The historical monuments of France, Boston, J. R. Osgood, 1884, 336 p.
- England's chronicle in stone, derived from personal observation of cathedrals, churches, abbeys, monasteries, castles, and palaces, made during journeys in the imperial island, Londres, J. Murray, 1886, 445 p.
- A Century of Town Life: a history of Charlestown, Massachusetts, 1775-1887. With ... plans and views, Boston, Little, Brown, and Co., 1888.
- The lands of ScottBoston, Houghton, 1888, 508 p.